# نقل بالكبول

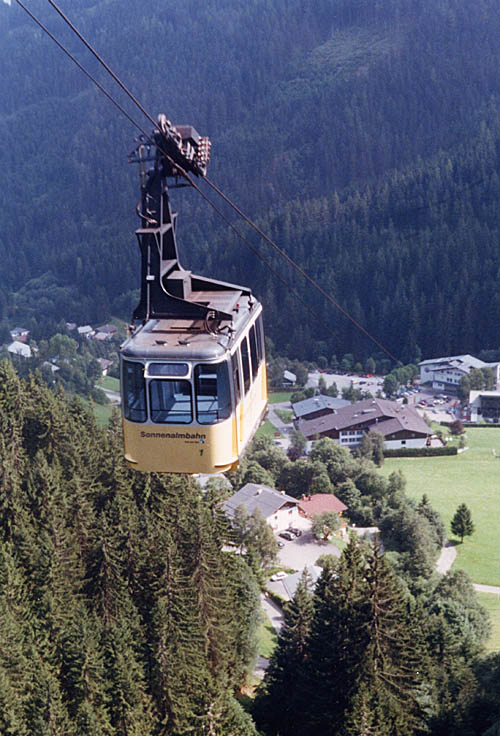
عربة كبل في تسيل أم زيه بجبال الألب النمساوية

النقل بالكبول هو أحد الأنواع الرئيسية لطرق النقل ويعتمد على المركبات التي تسحبها الكبول بدلاً من وجود مصدر داخلي للطاقة. ويعد استخدام البكرات وموازنة الأحمال في الصعود والهبوط من العناصر المشتركة في المصعد الهوائي.
والنماذج الشائعة هي:
- تلفريك
- غندول
- مصعد مقعدي

النقل السطحي بالكبول :
- مصعد مائل
- قطار جبلي مائل
- مصعد الجر

النقل الرأسي :
- مصعد

## معرض صور

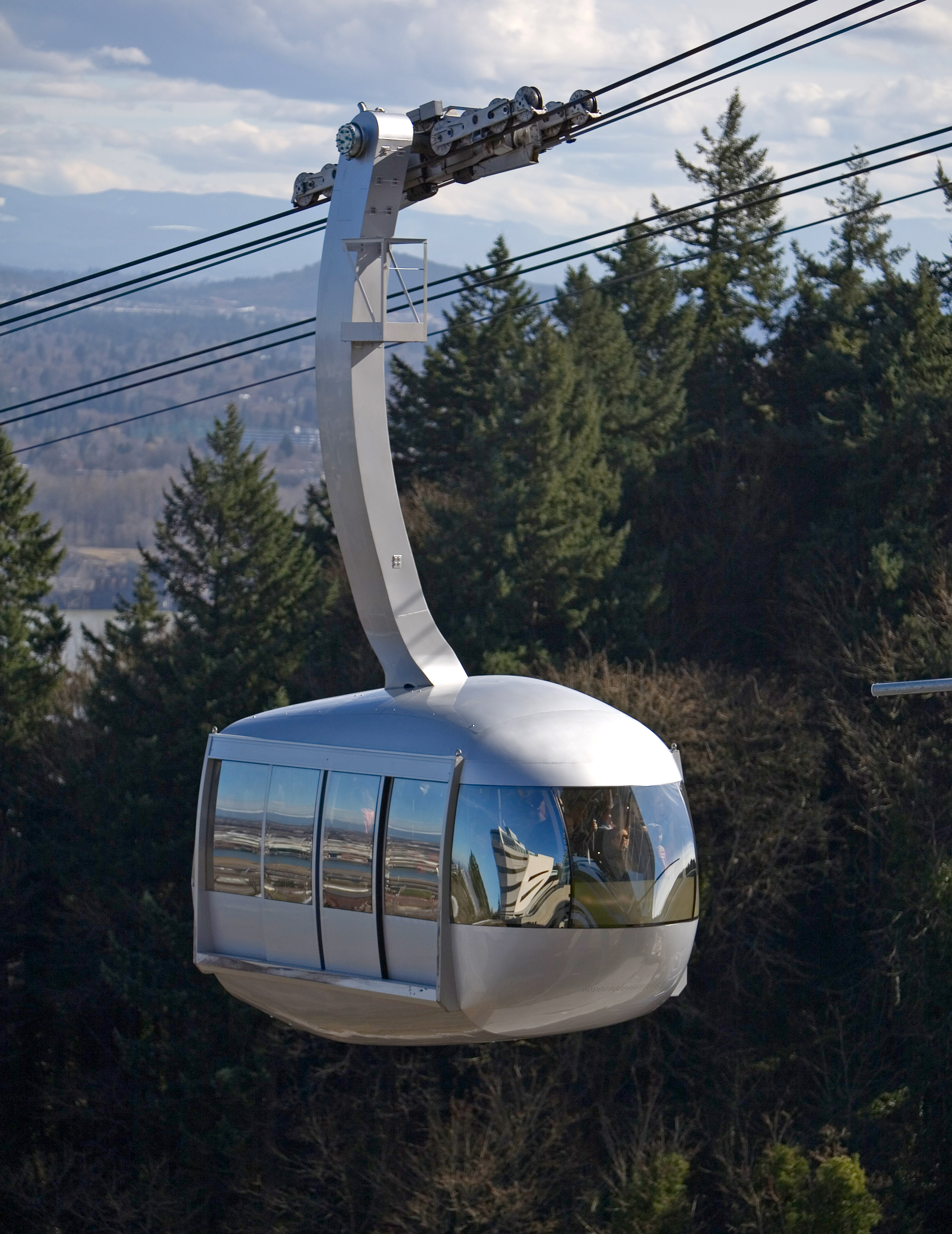
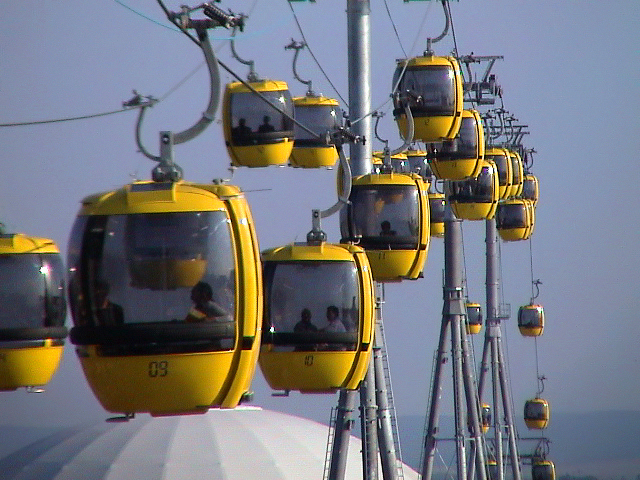
غندول EXPO 2000، هانوفر
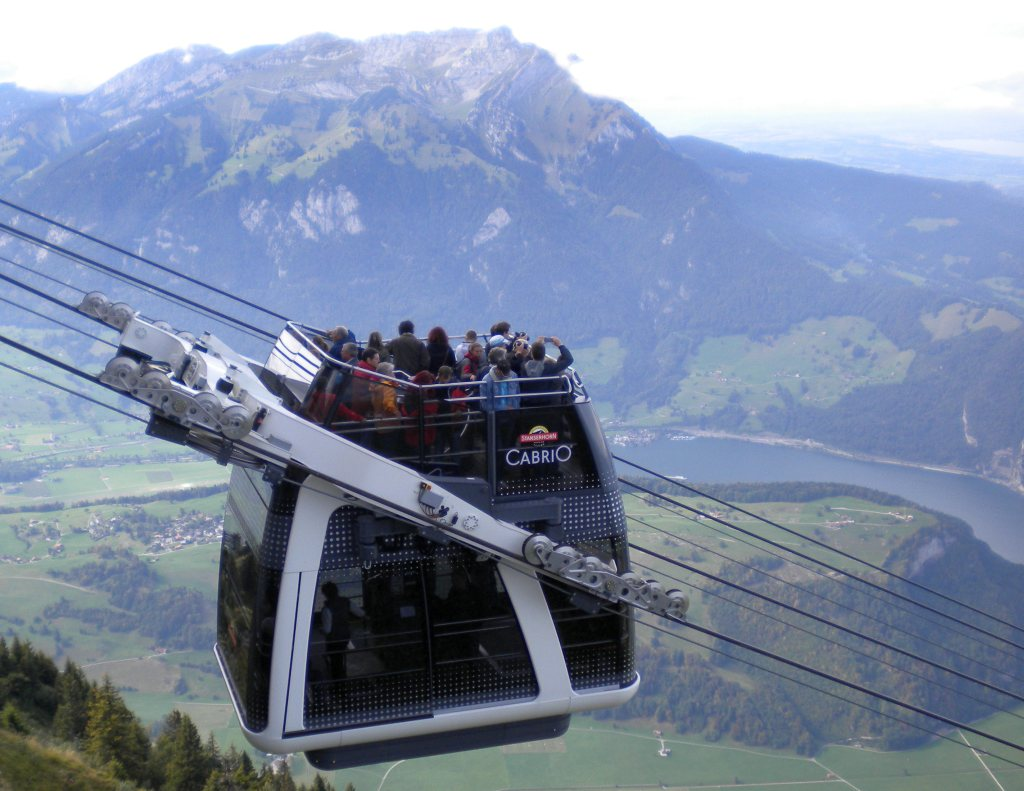
نقل كبول كابريو, ويبدو في الخلفية جبل "بيلاتو" ، سويسرا.

## اقرأ أيضا
- القطار الجبلي المائل شويز- ستوس
- نقل كبول كابريو
- نقل بالكبول لاباز
- نقل بالكبول غرونوبل-الباستيل